# Vector (física)
En física un vector és un concepte matemàtic i un segment orientat que s'utilitza per descriure magnituds tals com velocitats, acceleracions o forces, en les quals és important considerar no només el valor sinó també la direcció i el sentit.
Es representa per un segment orientat per denotar el seu sentit, la seva magnitud (la longitud de la fletxa) i el punt d'aplicació.

## Propietats
Els vectors es poden representar amb lletres, amb una fletxa damunt, així: {\displaystyle {\vec {a}}}.
Un vector té les següents propietats:
-Punt d'aplicació, és l'origen del segment.
-Mòdul, expressa el valor numèric de la magnitud vectorial. Es representa per la longitud del segment, sempre en valor absolut. Per exemple, si es vol expressar que el mòdul de {\displaystyle {\vec {a}}} val 5 unitats, es fa així: {\displaystyle |{\vec {a}}|=5u}.
-Direcció, que és la del segment. A la recta que conté el vector se l'anomena línia d'acció.
-Sentit, distingeix dos sentits sobre la línia d'acció.
Es diu que dos vectors són concurrents quan tenen el mateix punt d'aplicació.
Un vector oposat a un altre és el que té el mateix punt d'aplicació, mòdul i direcció però sentit contrari. Així el vector oposat a {\displaystyle {\vec {a}}} és {\displaystyle -{\vec {a}}}.
Expressat amb les fórmules, donat un vector {\displaystyle {\vec {r}}} de coordenades (x,y,z) {\displaystyle {\vec {r}}=(x,y,z)}) el seu mòdul és {\displaystyle |{\vec {r}}|={\sqrt {x^{2}+y^{2}+z^{2}}}}. La seva direcció està donada per la recta que conté el vector i el sentit pot ser cap a un costat o cap a l'altre.
També es pot separar un vector en mòdul i donar la direcció i sentit amb un vector unitari que es calcula com:
{\displaystyle {\vec {r_{U}}}={\frac {x_{i}+y_{j}+z_{k}}{|{\vec {r}}|}}}, essent i,j,k els vectors (1,0,0), (0,1,0)i (0,0,1) respectivament.

## Suma i resta de vectors

### Mètode gràfic
Per la suma i resta de vectors s'ha de tenir en compte, a més a més de la magnitud escalar o mòdul, el sentit i la direcció dels vectors.

### Mètode analític

#### Mòdul resultant
Donats dos vectors {\displaystyle {\vec {a}}} i {\displaystyle {\vec {b}}}, de mòduls coneguts i que formen l'angle {\displaystyle \theta } entre si, es pot obtenir el mòdul {\displaystyle \left|{\vec {a}}+{\vec {b}}\right|} amb la següent fórmula:
{\displaystyle \left|{\vec {a}}+{\vec {b}}\right|={\sqrt {\left.|{\vec {a}}\right|^{2}+\left|{\vec {b}}\right|^{2}+2|{\vec {a}}|\left|{\vec {b}}\right|\cos \theta }}}

#### Obtenció de la Direcció
Per obtenir els angles {\displaystyle \alpha ,\beta } directors hem de conèixer l'angle {\displaystyle \theta } i tenir calculat {\displaystyle \left|{\vec {a}}+{\vec {b}}\right|} .
Podem emprar aquesta fórmula:
{\displaystyle {\frac {|{\vec {b}}|}{\sin \alpha }}={\frac {|{\vec {a}}|}{\sin \beta }}={\frac {\left|{\vec {a}}+{\vec {b}}\right|}{\sin \theta }}}
Amb la fórmula obtindrem els sinus, després per trobar l'angle a partir del sinus hem de tenir en compte que:
{\displaystyle \alpha +\beta =\theta }

## Angle entre dos vectors
Per calcular l'angle entre dos vectors s'empra la següent fórmula:
{\displaystyle \cos \theta ={\frac {a_{1}b_{1}+a_{2}b_{2}}{ab}}}
El qual es pot generalitzar a qualsevol dimensió:
{\displaystyle \cos \theta ={\frac {a_{1}b_{1}+a_{2}b_{2}+a_{3}b_{3}+...+a_{n}b_{n}}{ab}}}
Quan es tracta algebraicament en un espai vectorial l'angle entre dos vectors està donat per:
{\displaystyle \cos \theta ={\frac {|<a,b>|}{||a||.||b||}}}
Essent <,> el producte escalar definit dins el mateix espai vectorial.